# Illice leuconotum
Illice leuconotum är en fjärilsart som beskrevs av Dyar 1914. Illice leuconotum ingår i släktet Illice och familjen björnspinnare. Inga underarter finns listade i Catalogue of Life.